# Aethotaxis mitopteryx
Aethotaxis mitopteryx ist eine Fischart aus der Gruppe der Antarktisfische, die rund um die Antarktis im Südpolarmeer vorkommt.

## Merkmale
Die Fischart erreicht eine Gesamtlänge von 42 cm und hat einen langgestreckten, leicht abgeflachten Körper. Die Fische sind 4,9 bis 5,7 mal so lang wie hoch und ihre Kopflänge ist 3,3 bis 3,5 mal in der Standardlänge enthalten. Aethotaxis mitopteryx ist von grauer Farbe mit einem violetten Einschlag. Die Bauchseite ist hell und schimmert metallisch. Die Flossen sind dunkelgrau. Der Körper ist mit leicht abfallenden Schuppen bedeckt. Die Schnauze, die Region vor den Augen und die Kopfoberseite sind unbeschuppt. Die Kopfschuppen und die am vorderen Körper sind glatt, die am hinteren Körper sind schwach als Kammschuppen ausgebildet. Das Maul ist groß und steht schräg, der Unterkiefer ragt hervor. Der Oberkiefer reicht bis zu einer Senkrechten durch die Augenmitte oder etwas darüber hinaus. Das Maul ist mit einem schmalen Band oder einer einzelnen Reihe bürstenförmiger Zähne besetzt. Die zahlreichen Kiemenrechen sind lang, schlank und weich. Der Mundraum wird unten von sieben nah beieinander stehenden Branchiostegalstrahlen abgeschlossen. Die ersten zwei Strahlen der ersten Rückenflosse und der zweite Flossenstrahl der Bauchflossen sind bei ausgewachsenen Fischen stark verlängert. Die verlängerten Strahlen der Bauchflossen reichen bis weit hinter dem Ansatz der Afterflosse. Die Brustflossen sind lang und reichen nach hinten bis zum achten Afterflossenstrahl. Die Schwanzflosse ist abgerundet. Die obere Seitenlinie verläuft bis zu den vorderen Flossenstrahlen der zweiten Rückenflosse nach oben und danach kurz unterhalb der Rückenflossenbasis bis zu ihren letzten Flossenstrahlen. Die mittlere Seitenlinie verläuft entlang der Körpermitte von der Brustflossenbasis bis zur Basis der Schwanzflosse. Eine untere Seitenlinie fehlt.
- Flossenformel: Dorsale VII–VIII/32–34, Anale 30–31,  Pectorale 24–28, Caudale 12.

## Lebensweise
Aethotaxis mitopteryx lebt pelagisch bis in Tiefen von 850 Metern und ernährt sich von Zooplankton. Jungfische leben oberhalb einer Tiefe von 100 Metern.

## Belege
1. 1 2  O. Gon und P.C. Heemstra (Hrsg.): Fishes of the Southern Ocean. J.L.B. Smith Institute of Ichthyology, Grahamstown, South Africa. ISBN 9780868102115, Biodiversitylibrary. S. 283 u. 284.